# Цинкоплавильний завод у Таунсвіллі
Цинкоплавильний завод у Таунсвіллі – виробничий майданчик на північному сході Австралії.
Завод почала споруджувати в 1996-му та ввела в дію у 1999 році компанія Sun Metals Corporation Pty Ltd (Sun Metals), що є дочірньою структурою південнокорейської Korea Zinc Company Limited. Первісно майданчик мав потужність у 170 тисяч тонн цинку на рік, проте в подальшому цей показник довели до 230 тисяч тонн, для чого необхідно переробити 450 тисяч тонн концентрату. Станом на 2024 рік на майданчику реалізовували програму розширення, що передбачає випуск до 300 тисяч тонн електролітичного цинку на рік. 
Переробка сульфідної руди призводить до викиду великих обсягів шкідливого діоксиду сірки, які в той же час можуть бути використані для продукування цінної сировини – сульфатної кислоти. Як наслідок, завод у Таунсвіллі первісно міг випускати 350 тисяч тонн зазначеної кислоти, а потім досягнув рівня у 450 тисяч тонн. Великим споживачем сульфатної кислоти є розташований у тому ж штаті Квінсленд гірничо-хімічний комплекс Фосфат-Гілл, куди продукція транспортується залізницею.
Іншими супутними продуктами є гіпс (40 тисяч тонн на рік), оксид заліза (60 тисяч тонн), сульфат свинцю (80 тисяч тонн, постачається іншим металургійним підприємствам, які можуть продукувати з нього не лише свинець, але й срібло) та діоксид марганцю (3000 тонн). Також завод є виробником кадмію. 
Станом на першу половину 2020-х приблизно третину необхідного цинкового концентрату постачали австралійські рудники Маунт-Гарнет, Маунт-Айза, Кеннінгтон та Сенчурі (на початковому етапі поставки також здійснював проект Леннарт-Шельф, що мав збагачувальні фабрики Кадджебут та Піллара). Інша частина сировини надходить від виробників з Аляски та Перу.
В 2013 році ввели в дію парову турбіну потужністю 7,5 МВт, яка утилізує тепло жаровень, де провадять кальцинування концентрату (перший етап обробки, за яким слідують вилуговування сульфатною кислотою та електроліз розчину сульфату цинку).